# Kabinet-Bouterse I
Het kabinet-Bouterse I was een Surinaams kabinet onder leiding van president Desi Bouterse. In deze periode was Robert Ameerali (ABOP) vicepresident. Het kabinet regeerde van 12 augustus 2010 tot en met 12 augustus 2015 en volgde op de verkiezingen van 25 mei 2010.

## Economie
In economische zin werd nog voor de verkiezingen gevreesd voor de terugkeer naar de macht van de Nationale Democratische Partij van Bouterse en voorganger Jules Wijdenbosch. De governor van de Centrale Bank van Suriname (CBvS), André Telting, had in zijn periodes tijdens de kabinetten-Venetiaan Suriname tot twee keer uit de economische crisis geloodst. Hij was inmiddels zo'n 74 jaar oud en had aangegeven na de verkiezingen te willen vertrekken. De directeur van de Hakrinbank, Jim Bousaid, trok voor de verkiezingen lange deposito's aan ter bescherming tegen een eventuele bankrun na de verkiezingen.
Gillmore Hoefdraad nam de leiding over als governor van de CBvS. Wereldwijd was er sprake van een prijsdaling van grondstofprijzen en Hoefdraad wist niet te voorkomen dat de Surinaams economie in korte tijd opnieuw in een crisis terechtkwam. In 2011 devalueerde de Surinaamse dollar met 20% en tussen 2012 en 2016 liep de economie terug van een groei met 5% naar een krimp met 10,4% op jaarbasis. Badrissein Sital, voormalig lid van de Groep van Zestien, omschreef de regering als volgt: "De regering die er nu zit, is de duurste regering die Suriname ooit heeft gehad, met tegelijk de allerlaagste productiviteit ... Het wordt een geldverslindende verkiezingsstrijd, eentje die haar weerga niet kent."

## Verruiming van de Amnestiewet
Op 19 maart 2012 werd door de parlementariërs Melvin Bouva (MC), Rashied Doekhi (MC), André Misiekaba (MC), Anton Paal (MC), Ricardo Panka (MC) en Ronny Tamsiran (PL) een wetsvoorstel ingediend om de Amnestiewet 1989 te verruimen, zodat ook strafbare feiten van het militaire regime in Suriname tussen 1 april 1980 en 31 december 1984 eronder zouden vallen en de daders van de Decembermoorden vrijuit zouden gaan, onder wie president Bouterse (MC). De Nationale Assemblée nam de verruiming van de wet op 5 april 2012 aan. Bouterse nam wraak op de coalitieleden die weigerden voor de verruiming te stellen: Ronny Asabina en Rudolf Zeeman (beide BEP) en Harish Monorath en Prem Lachman (beide NS). De BEP raakte hierdoor verscheurd en de NS werd verwijderd uit de regeringscoalitie.
In juli 2021 vonniste het Constitutioneel Hof echter dat de verruiming van de wet strijdig is met internationale verdragen die Suriname zijn getekend. De Nationale Assemblée trok vervolgens op 27 augustus 2021, na de verkiezingen, met 32 stemmen vóór en 12 tegen de wet weer in.

## Internationale betrekkingen
Minister Winston Lackin van Buitenlandse Zaken wilde dat de banden met Frankrijk belangrijk zou gaan worden voor het strategische beleid van Suriname. De rekening van de ambassade, standplaats voor zes diplomaten, was in 2015 opgelopen tot zes miljoen euro en de vestiging in Parijs wordt als een fiasco beschouwd. In 2017 werd het pand in de verkoop gezet.
Na het vertrek van de Surinaamse ambassadrice Urmila Joella-Sewnundun, installeerde Bouterse geen ambassadeur meer in Nederland. Als zaakgelastigde werd Amina Pardi aangesteld, de vrouw van coalitiegenoot en PL-leider Paul Somohardjo. De moeizame betrekkingen met Nederland bleken ook met de benoeming van de Nederlandse ambassadeur Ernst Noorman, die eerst een tijd als zaakgelastigde fungeerde voordat Bouterse hem in november 2014 als ambassadeur accepteerde. Bij zijn vertrek in 2017 kreeg zijn opvolger Anne van Leeuwen te horen niet welkom te zijn. De relatie tussen Nederland en Suriname werd pas na het tweede kabinet-Bouterse weer hersteld.
De banden met India werden onderhouden door ambassadrice Aashna Kanhai, de dochter van Irwin Kanhai, Bouterses advocaat tijdens het Decembermoordenproces.
Terwijl Bouterse tijdens zijn militaire regime in de jaren 1980 nog innige banden met Moammar al-Qadhafi van Libië onderhield, steunde Suriname in 2011 inmiddels een motie om Libië te verwijderen uit de Mensenrechtenraad van de Verenigde Naties.

## Nationale Risico Analyse
Tijdens deze en de volgende regering-Bouterse (2010-2020) liep Suriname voortdurend achter de feiten aan met het aannemen van verplichte wetgeving tegen witwassen en terrorismefinanciering. Al in 2012 dreigde een plaats op de zwarte lijst van de Caribbean Financial Action Task Force (CFATF) en in 2014 en 2016 raakte Suriname opnieuw in de risicozone. In dat laatste jaar deelden zowel de CFATF als de mondiale FATF een publieke waarschuwing uit. In de tweede helft van de jaren 2010 stelde de CFATF de Nationale Risico Analyse over 2019-2020 verplicht. Suriname kwam uit het onderzoek als een medium tot high risk land dat te weinig deed in het tegengaan van witwassen, corruptie, terrorismefinanciering en de verspreiding van wapens (proliferatie). De hoogste dreiging vormde de rol van Suriname als doorvoerland van drugs, omdat hiermee andere criminele activiteiten gefinancierd kunnen worden.

## Samenstelling
Bouterse I en II kenmerkten zich door de vele herschikkingen, door hemzelf reshuffling genoemd. In het kabinet-Bouterse I hadden de volgende ministers zitting:
| Nr | Ministerie                                 | Minister             |               | Van  | Tot  | Opmerking |
| -- | ------------------------------------------ | -------------------- | ------------- | ---- | ---- | --------- |
| 1  | Arbeid                                     | Ginmardo Kromosoeto  | NDP           | 2010 | 2012 |           |
| 1  | Arbeid                                     | Michael Miskin       | onafhankelijk | 2012 | 2015 |           |
| 2  | Binnenlandse Zaken                         | Soewarto Moestadja   | PL            | 2010 | 2015 |           |
| 3  | Buitenlandse Zaken                         | Winston Lackin       | NDP           | 2010 | 2015 |           |
| 4  | Defensie                                   | Lamuré Latour        | NDP           | 2010 | 2015 |           |
| 5  | Financiën                                  | Wonnie Boedhoe       |               | 2010 | 2011 |           |
| 5  | Financiën                                  | Adelien Wijnerman    | NDP           | 2011 | 2013 |           |
| 5  | Financiën                                  | Andy Rusland         | NDP           | 2014 | 2015 |           |
| 6  | Justitie en Politie                        | Martin Misiedjan     | ABOP          | 2010 | 2012 |           |
| 6  | Justitie en Politie                        | Edward Belfort       | ABOP          | 2012 | 2015 |           |
| 7  | Landbouw, Veeteelt en Visserij             | Hendrik Setrowidjojo | PL            | 2010 | 2014 |           |
| 7  | Landbouw, Veeteelt en Visserij             | Soeresh Algoe        | NDP           | 2014 | 2015 |           |
| 8  | Natuurlijke Hulpbronnen                    | Jim Hok              | PALU          | 2010 | 2015 |           |
| 9  | Onderwijs, Wetenschap en Cultuur           | Raymond Sapoen       | PL            | 2010 | 2012 |           |
| 9  | Onderwijs, Wetenschap en Cultuur           | Shirley Sitaldien    | NDP           | 2012 | 2013 |           |
| 9  | Onderwijs, Wetenschap en Cultuur           | Ashwin Adhin         | NDP           | 2013 | 2015 |           |
| 10 | Handel, Industrie en Toerisme              | Michael Miskin       | onafhankelijk | 2010 | 2012 |           |
| 10 | Handel, Industrie en Toerisme              | Raymond Sapoen       | PL            | 2012 | 2015 |           |
| 11 | Transport, Communicatie en Toerisme        | Falisie Pinas        | ABOP          | 2010 | 2015 |           |
| 12 | Openbare Werken, Transport en Communicatie | Ramon Abrahams       | NDP           | 2010 | 2013 |           |
| 12 | Openbare Werken, Transport en Communicatie | Rabin Parmessar      | NDP           | 2013 | 2015 |           |
| 13 | Regionale Ontwikkeling                     | Linus Diko           | BEP           | 2010 | 2012 |           |
| 13 | Regionale Ontwikkeling                     | Stanley Betterson    | ABOP          | 2012 | 2015 |           |
| 14 | Ruimtelijke Ordening, Grond- en Bosbeheer  | Martinus Sastroredjo | KTPI          | 2010 | 2010 |           |
| 14 | Ruimtelijke Ordening, Grond- en Bosbeheer  | Hendrik Setrowidjojo | PL            | 2010 | 2011 |           |
| 14 | Ruimtelijke Ordening, Grond- en Bosbeheer  | Simon Martosatiman   | KTPI          | 2011 | 2012 |           |
| 14 | Ruimtelijke Ordening, Grond- en Bosbeheer  | Ginmardo Kromosoeto  | NDP           | 2012 | 2013 |           |
| 14 | Ruimtelijke Ordening, Grond- en Bosbeheer  | Steven Relyveld      | NDP           | 2013 | 2015 |           |
| 15 | Sociale Zaken en Volkshuisvesting          | Alice Amafo          | ABOP          | 2010 | 2015 |           |
| 16 | Sport- en Jeugdzaken                       | Paul Abena           | SEEKA         | 2010 | 2012 |           |
| 16 | Sport- en Jeugdzaken                       | Ismanto Adna         | KTPI          | 2012 | 2015 |           |
| 17 | Volksgezondheid                            | Celsius Waterberg    | BEP           | 2010 | 2012 |           |
| 17 | Volksgezondheid                            | Michel Blokland      | NDP           | 2012 | 2015 |           |